# GG (オートバイ)
GG（ジージー、Grüter + Gut Motorradtechnik GmbH、G&G） は、スイスのオートバイ・ATVメーカー。
スイス本国では、モト・グッツィの他、BMW、ドゥカティのディーラーであり、これらのオートバイをベースに自作のオートバイも製造しているメーカーでもある。日本では福田モーター商会が輸入代理店としてオートバイを輸入している。QuadはGARAGE BOSSが輸入している。名前は創業者のWalter GrüterとDaniel Gut、二人の名前をとってつけられている。

## 車種

### オートバイ
- Cruso
- Spartaco
- duetto

### トライク
- Taurus

### Quad
- Quad
- Quadster